# Nats Getty
Nats Getty, né le 30 novembre 1992 à Los Angeles, est un mannequin américain, personnalité publique, designer, artiste et militant des droits LGBTQ.

## Biographie

### Jeunesse et famille
Nats Getty est né à Los Angeles, enfant d' Ariadne Getty  et de Justin Williams. Il  est membre de la famille Getty et utilise ce nom de famille professionnellement. Nats Getty est le petit-fils de Sir John Paul Getty. L'arrière-grand-mère maternelle de Nats Getty était l'actrice Ann Rork Light et l'arrière-grand-père maternel Jean Paul Getty était le fondateur de Getty Oil. Le frère de Nats est le créateur de mode August Getty.
Il a passé sa petite enfance à Santa Monica, en Californie, et a fréquenté l'école The Willows Community School avant de déménager en Angleterre à l'âge de huit ans,. Alors qu'il vivait en Angleterre, Getty a fréquenté un pensionnat d'Oxford. Élevé dans la foi catholique, Getty est le filleul de Gavin Newsom.

### Carrière
Nats, Ariadne et August Getty ont travaillé pour fournir de nouvelles infrastructures au Los Angeles LGBT Center et travaillent en étroite collaboration avec GLAAD,. Nats Getty possède une marque de vêtements et de lifestyle, Strike Oil,,. Le nom est un jeu de mots sur l'activité pétrolière de la famille.
En 2014, Nats Getty a réalisé et joué dans le court métrage Smoking Solitary. Le 24 juillet 2017, Nats Getty a été interviewé sur la série de podcast Shane and Friends. Nats Getty a peint une peinture murale en l'honneur des 49 victimes de la fusillade de la discothèque d'Orlando en 2017, en l'affichant devant la discothèque Pulse. Nats Getty a un contrat avec Next Management et est modèle pour August Getty Atelier ; August a déclaré que Nats était sa muse,,,.
Nats Getty est conseiller pour la Fondation Ariadne Getty, créée par sa mère, Ariadne.

### Vie privée
Getty a commencé à sortir avec la personnalité publique et YouTubeuse canadienne Gigi Gorgeous en 2016 après avoir passé du temps ensemble à Paris pendant la Fashion Week pour le début de la collection d'August Getty, où les deux travaillaient comme mannequins.[réf. nécessaire]
Nats Getty a demandé à Gigi Lazzarato en mariage en mars 2018 au château de Vaux-le-Vicomte en France,,,. Le couple a partagé ses fiançailles dans une vidéo publiée sur la chaîne YouTube de Gigi Lazzarato,,. Le couple s'est marié en juillet 2019 lors d'une cérémonie privée à Rosewood Miramar Beach à Montecito, en Californie,.
Getty a initialement fait son coming out transgenre non binaire en janvier 2021 via Instagram, partageant le début de sa transition. En mai 2021, Getty était toujours en train de déterminer quels pronoms il utilisait. Il a fait son coming out en tant qu'homme trans et a changé ses pronoms en il/lui en juin 2021.